# Maus (tecknad serie)
Maus är en serieroman i två delar av den amerikanske tecknaren Art Spiegelman. Handlingen kretsar kring författarens far, Vladek Spiegelman, och om hur denne överlevde Förintelsen. Maus är tecknad med antropomorfistiska djur, där bland annat judarna är möss, tyskarna katter och polackerna grisar. Serieroman gav författaren Pulitzerpriset i kategorin "Special Citations And Awards" 1992.
Den första delen av Maus publicerades delvis i tidskriften Raw 1977-1985, och i bokform 1986. Den andra delen publicerades i Raw 1986-1991, och i bokform 1991. De första svenska upplagorna kom 1987, i översättning av Jan Wallén, respektive 1992, i översättning av Joanna Bankier (Brombergs Bokförlag). 1996 gav samma förlag ut bägge i en samlingsutgåva, och 2009 kom ett nytryck av densamma. 2023 kom ytterligare en samlingsutgåva, denna gång i översättning av Horst Schröder (Epix bokförlag).

## Utgåvor
- 1986 – Art Spiegelman: Maus : a survivor's tale. 1, My father bleeds history, ISBN 0-394-74723-2 (engelska)
  - 1987 – Art Spiegelman: Maus. 1, En överlevandes bekännelse, ISBN 91-7608-365-9
- 1991 – Art Spiegelman: Maus : a survivor's tale. 2, And here my troubles began, ISBN 0-679-72977-1 (engelska)
  - 1992 – Art Spiegelman: Maus. 2, En överlevandes historia : och här började det svåra, ISBN 91-7608-537-6
- 1996 – Art Spiegelman: The Complete Maus, A survivor's tale, ISBN 978-0-67-940641-9 (engelska)
  - 1996 – Art Spiegelman: Maus, En överlevandes historia, ISBN 91-7608-710-7
    - 2009 – Art Spiegelman: Maus, En överlevandes historia, ISBN 978-9-17-337230-5

  - 2023 – Art Spiegelman: Maus, En överlevandes historia, ISBN 978-9-17-089588-3